# 다비드 벨
다비드 벨(David Belle, 1973년 4월 29일 ~ )은 프랑스의 배우로, 파쿠르의 창시자로 잘 알려져 있다. 《13구역》, 《브릭 맨션: 통제불능 범죄구역》등의 작품에 출연하였다.

## 출연 작품
- 위험한 패밀리 (2013년) - 메초 역
- 로그시티 (2020년) - 자크 다마토 역

## 같이 보기
- 세바스티앵 푸캉